# Buttersäureanhydrid
Buttersäureanhydrid ist eine chemische Verbindung aus der Gruppe der Carbonsäureanhydride.

## Gewinnung und Darstellung
Buttersäureanhydrid kann durch katalytische Hydrierung von Crotonsäure oder durch Reaktion von Buttersäure oder Methylbutyrat mit Essigsäureanhydrid oder Keten gewonnen werden.

## Eigenschaften
Buttersäureanhydrid ist eine farblose, schwer entzündbare Flüssigkeit mit übelriechendem Geruch, die in Wasser mit heftiger Reaktion hydrolysiert.

## Verwendung
Buttersäureanhydrid wird bei der Synthese von Dibutyrylchitin (ein lipophiler Chitindiester) und Buttersäureester-Derivaten der Hyaluronsäure verwendet.

## Sicherheitshinweise
Die Dämpfe von Buttersäureanhydrid können mit Luft ein explosionsfähiges Gemisch (Flammpunkt 88 °C, Zündtemperatur 279 °C) bilden.